# Latín arcaico

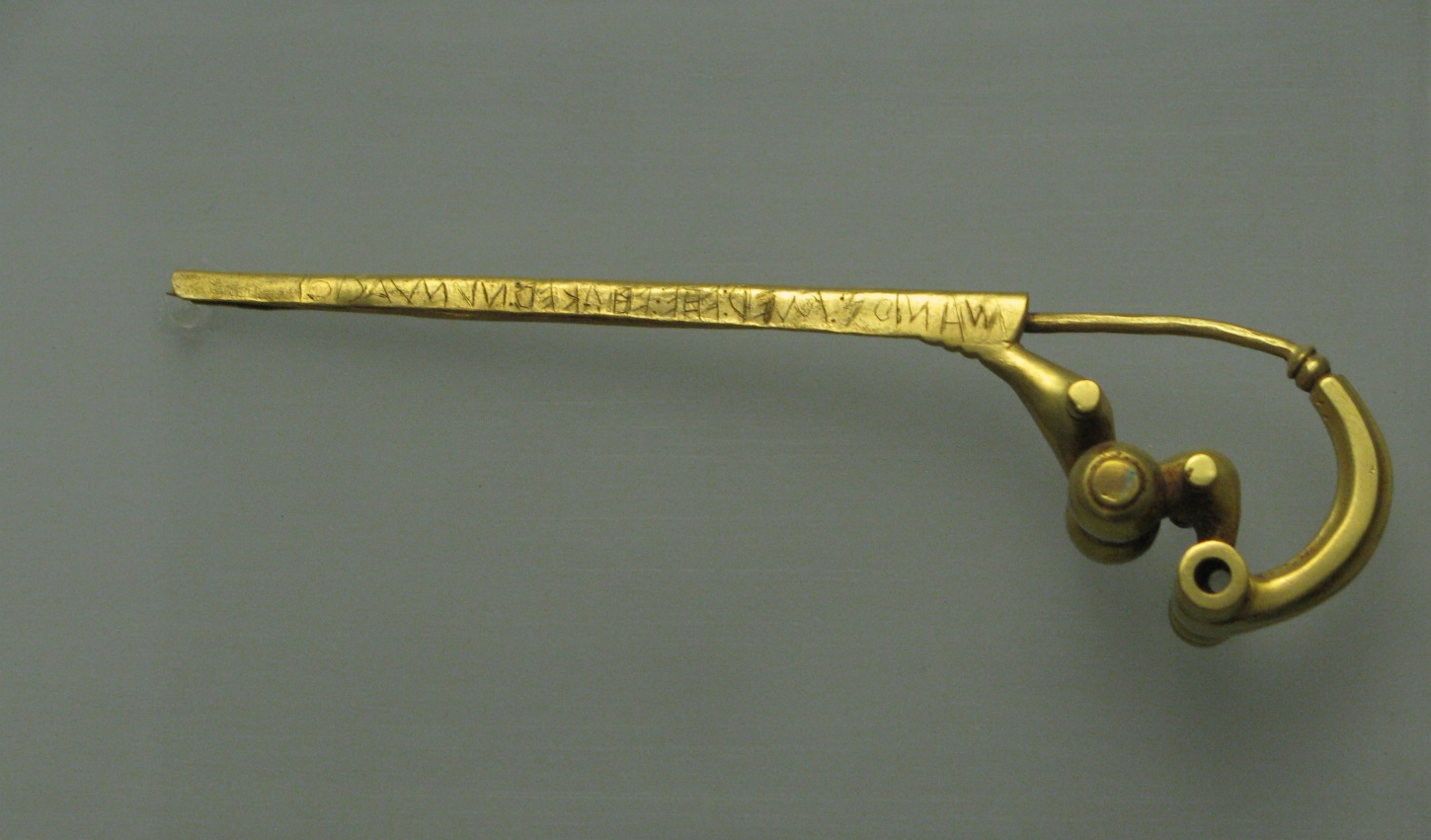
Fíbula prenestina, con la inscripción más antigua conocida de la lengua latina, fechada en la primera mitad del siglo VII a. C.

Inscripción Duenos en un trío de tres vasos globulares kernos.

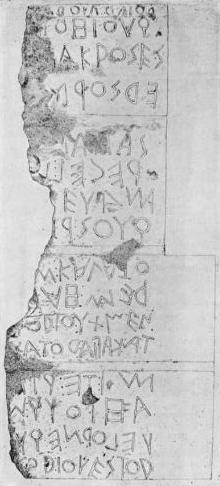
Inscripción en el Foro romano (Lapis Niger, "piedra negra"), una de las inscripciones latinas más antiguas que se conocen. Está escrita en bustrofedon, aunque irregularmente. De un calco de Domenico Comparetti.

El latín arcaico, también conocido como latín antiguo, temprano o preclásico (en latín: prīsca Latīnitās, 'la latinidad de los antiguos') fue la lengua latina en el período anterior al 75 a. C., es decir, antes de la era del latín clásico.
Según muchas teorías actuales, desciende de una lengua protoitálica común y hay quien pone al latino-falisco como una rama separada del osco-umbro con mayor relación a muchas otras lenguas itálicas y con el celta. Véase también la teoría proto-italo-celta.
El usar términos 'arcaico', 'antiguo' o 'temprano' ha sido un estándar en publicaciones de escritos en latín arcaico desde al menos el siglo XVIII. La definición no es arbitraria, sino que los términos refieren a escritos con convenciones ortográficas y formas de palabras que generalmente no se encuentran en obras escritas durante el Imperio romano. Este artículo presenta algunas de las principales diferencias.
La inscripción más antigua conocida de la lengua latina aparece en la fíbula prenestina. Un nuevo análisis de 2011 la declaró genuina 'más allá de toda duda razonable' y se la data del período orientalizante, primera mitad del siglo VII a. C. Otras inscripciones en latín arcaico que datan de la Monarquía romana tardía o de la República romana temprana incluyen la piedra Lapis Niger, la inscripción Duenos en un vaso cerno y el vaso de Garigliano del tipo bucchero.

## Construcciones filológicas

### La lengua de los viejos tiempos
El concepto de latín arcaico o antiguo (Prisca Latinitas) es tan antiguo como el concepto de latín clásico. Ambas etiquetas se remontan al menos a finales de la República romana. En ese período, Cicerón, junto con otros, notó que el idioma que usaba todos los días, presumiblemente el latín de la ciudad de la clase alta, incluía elementos léxicos y frases que eran reliquias de una época anterior, a los que llamó verborum vetustas prisca, traducido como 'la vieja era o viejo tiempo de la lengua'.
Durante el período clásico, en las Prisca Latinitas, Prisca Latina y otros modismos que usaban el adjetivo siempre quedaban restos de una lengua anterior, que, en la filología romana, se consideraba mucho más antigua de lo que realmente eran. Los Viri prisci, 'hombres de antaño', se referían a la población del Latium antes de la fundación de Roma.

### Los cuatro latines de Isidoro
En el período del latín tardío, cuando el latín clásico quedó atrás, los gramáticos de habla latina y griega se enfrentaron a múltiples fases, o estilos, dentro del idioma. Isidoro de Sevilla (c. 560 - 636) en sus Etimologías redactó un esquema de clasificación que había surgido en su época o anteriormente: 'los cuatro latines' ('Además, algunas personas han dicho que hay cuatro lenguas latinas'; "Latinas autem linguas Quattuor esse quidam dixerunt"). Estos eran:
- Prisca, "primitivo", hablado antes de la fundación de Roma, cuando Jano y Saturno gobernaban el Latium, período en el que Isidoro fechó el Carmen Saliare.
- Latina, "latino", que data de la época del rey Latinus, período en el que situó las leyes de las Doce Tablas.
- Romana, "romano", esencialmente igual al latín clásico.
- Mixta, "mixto" del latín clásico y el latín vulgar, conocido también como latín tardío.

Latinas autem linguas quattuor esse quidam dixerunt, id est Priscam, Latinam, Romanam, Mixtam. Prisca est, quam vetustissimi Italiae sub Iano et Saturno sunt usi, incondita, ut se habent carmina Saliorum. Latina, quam sub Latino et regibus Tusci et ceteri in Latio sunt locuti, ex qua fuerunt duodecim tabulae scriptae. Romana, quae post reges exactos a populo Romano coepta est, qua Naevius, Plautus, Ennius, Vergilius poetae, et ex oratoribus Gracchus et Cato et Cicero vel ceteri effuderunt. Mixta, quae post imperium latius promotum simul cum moribus et hominibus in Romanam civitatem inrupit, integritatem verbi per soloecismos et barbarismos corrumpens.

Este esquema persistió con pocos cambios durante cientos de años después de Isidoro.

### Latín arcaico
En 1874, John Wordsworth utilizaba esta definición: "Por latín temprano entiendo el latín de todo el período de la República, que se separa de manera muy llamativa, tanto en tono como en forma exterior, del latín del Imperio."
Aunque las diferencias son notables y los lectores del latín las pueden identificar fácilmente, no son de suficiente calibre como para causar una barrera en el idioma. Los hablantes de latín del imperio no tenían problemas para entender el latín arcaico, a excepción de los pocos textos que deben datar de la época de los reyes, principalmente canciones. Así, las leyes de las Doce Tablas (siglo V a. C.) de la República temprana eran comprensibles, pero el Carmen Saliare, probablemente escrito durante la época de Numa Pompilio (que tradicionalmente reinó desde el 715 al 673 a. C.), no era del todo comprensible (y sigue siéndolo).
Pervive una opinión sobre el latín arcaico, de un literato romano de la República media: el historiador Polibio que leyó 'el primer tratado entre Roma y Cartago', que según él 'data del consulado de Lucio Junio Bruto y Marco Horacio, los primeros cónsules tras la expulsión de los reyes'. El conocimiento de los primeros cónsules es algo oscuro, pero Polibio también afirma que el tratado se formuló 28 años antes de que Jerjes I entrara en Grecia, es decir, en el 508 a. C., aproximadamente en el momento de la fecha de la fundación de la República romana. Polibio dice del lenguaje del tratado que 'la antigua lengua romana difiere tanto de la moderna que sólo puede entenderse parcialmente, y eso después de mucha aplicación por parte de los hombres más inteligentes'.
No existe una clara distinción entre el latín arcaico, como se hablaba en la mayor parte de la república, y el latín clásico, excepto los grados anteriores en el último. El final de la república fue una terminación demasiado tardía para los compiladores posteriores a Wordsworth; Charles Edwin Bennett decía que: "El latín temprano es necesariamente un término algo vago ... Bell, De locativi in prisca Latinitate vi et usu, Breslau, 1889, establece el límite posterior en el 75 a. C. Una fecha definida es realmente imposible, ya que el latín arcaico no terminó abruptamente, sino que continuó incluso hasta la época imperial." La fecha del propio Bennett del 100 a. C. no prevaleció, sino que el 75 a. C. de Bell se convirtió en el estándar. Durante los 377 años transcurridos desde el 452 al 75 a. C. el latín arcaico evolucionó de textos parcialmente comprensibles por los clasicistas a ser fácilmente leídos por los eruditos.

## Corpus
Las obras de autor en latín arcaico comenzaron en el siglo III a. C., cuando se produce una gran revolución en la lengua, sobre todo en la evolución de las vocales y la influencia de la lengua griega, con gran número de palabras prestadas y una vez que se había afianzado su escritura en una dirección única de izquierda a derecha, la misma que la del alfabeto griego clásico. Son obras completas o casi completas bajo su propio nombre que han sobrevivido como manuscritos copiados de otros manuscritos en cualquier escritura que estuviera vigente en ese momento. Además se encuentran fragmentos de obras citadas por otros autores.
Numerosas inscripciones escritas por diversas técnicas (pintura, grabado, relieve) en sus soportes originales han sobrevivido tal como estaban, excepto por los estragos del tiempo. Algunos de estas fueron copiadas de otras inscripciones. Ninguna inscripción puede ser anterior a la introducción del alfabeto griego en Italia, pero ninguna sobrevive desde esa temprana fecha. La imprecisión de la datación arqueológica hace que sea imposible asignar un año concreto a cualquier inscripción, pero las primeras que nos han llegado son probablemente del siglo VI a. C. Algunos textos, sin embargo, que han sobrevivido como fragmentos en las obras de autores clásicos, debieron haber sido compuestos antes de la república, en la época de la monarquía romana. Estos se enumeran a continuación.

### Fragmentos e inscripciones
Los fragmentos más notables del latín arcaico con las dataciones estimadas incluyen:
- Carmen Saliare (canto presentado en la época clásica como cantado por la hermandad salia, formada por Numa Pompilio, datación aproximada del 700 a. C.)
- Fíbula prenestina, (data de la primera mitad del siglo VII a. C.)
- Inscripción del Foro romano en la Lapis Niger (ver ilustración, c. 550 a. C. bajo la monarquía)
- Inscripción Duenos (c. 500 a. C.)
- Dedicación de Castor-Pollux (c. 500 a. C.)
- Vaso Garigliano (c. 500 a. C.)
- Lapis Satricanus (principios del siglo V a. C.)
- Fragmentos conservados de las leyes de las Doce Tablas (tradicionalmente, 449 a. C., atestiguadas mucho más tarde)
- Pedestal de Tibur (c. 400 a. C.)
- Epitafios de los Escipiones, Scipionum Elogia
  - Epitafio de Lucio Cornelio Escipión Barbato (c. 280 a. C.)
  - Epitafio de Lucio Cornelio Escipión (cónsul 259 a. C.)
  - Epitafio de Publio Cornelio Escipión P.f. P.n. Africano (murió alrededor del 170 a. C.)
- Senatus consultum de Bacchanalibus (186 a. C.)
- Inscripción del vaso de Ardea
- Fragmentos del Altar de Corcolle
- Carmen Arvale
- Altar de la Divinidad Desconocida (92 a. C.)

### Literatura
Es a partir de la primera obra literaria en latín arcaico que ha sobrevivido, cuando puede hablarse más propiamente de latín preclásico. Se trata, aunque de manera fragmentada, de la Odusia, una adaptación a la lengua latina de la Odisea de Homero, escrita por el liberto griego Livio Andrónico (c. 280/260 a. C. – c. 200 a. C.), que enseñaba literatura helénica en Roma. Andrónico fue tanto un poeta épico, lírico y dramático y cuando en el 240 a. C. presentó su primera tragedia "romana" en los Ludi Romani tuvo un gran éxito.
A partir de él, otros autores, entre otros, de la importancia de Nevio, Lucilio, Catón el Viejo, Plauto o Terencio, le siguieron como:
- Cneo Nevio (c. 264–201 a. C.), dramaturgo, poeta épico
- Tito Maccio Plauto (c. 254–184 a. C.), dramaturgo, comediógrafo
- Quinto Ennio (239 – c. 169 a. C.), poeta
- Marco Pacuvio (c. 220–130 a. C.), dramaturgo trágico, poeta
- Cecilio Estacio (220 – 168/166 a. C.), dramaturgo cómico
- Publio Terencio Afro, "Terencio" (195/185 – 159 a. C.), dramaturgo cómico
- Quinto Fabio Píctor (siglo III a. C.), historiador
- Lucio Cincio Alimento (siglo III a. C.), historiador militar
- Marco Porcio Catón, "Catón el Viejo" (234–149 a. C.), escritor generalista, de actualidad
- Cayo Acilio (siglo II a. C.), historiador
- Lucio Accio (170 – c. 86 a. C.), dramaturgo trágico, filólogo
- Cayo Lucilio (c. 160s – 103/102 a. C.), autor de sátiras
- Quinto Lutacio Cátulo (siglo II a. C.), funcionario público, epigramatista
- Aulo Furio Antias (siglo II a. C.), poeta
- Cayo Julio César Estrabón Vopisco (130–87 a. C.), funcionario público, dramaturgo trágico
- Lucio Pomponio "Bononiensis" (siglo II a. C.), dramaturgo cómico, autor de sátiras
- Lucio Casio Hemina (siglo II a. C.), historiador
- Lucio Calpurnio Pisón Frugi (siglo II a. C.), historiador
- Manio Manilio (siglo II a. C.), funcionario público, jurista
- Lucio Celio Antípatro (siglo II a. C.), jurista, historiador
- Publio Sempronio Aselión (158 a. C. – después de 91 a. C.), militar, historiador
- Cayo Sempronio Tuditano (siglo II a. C.), jurista
- Lucio Afranio (siglos II y I a. C.), dramaturgo cómico
- Tito Albucio (siglos II y I a. C.), orador
- Publio Rutilio Rufo (158 a. C. – después de 78 a. C.), jurista
- Lucio Elio Estilón (154–74 a. C.), filólogo
- Quinto Claudio Cuadrigario (siglos II y I a. C.), historiador
- Valerio Antias (siglos II y I a. C.), historiador
- Lucio Cornelio Sisenna (121–67 a. C.), militar, historiador
- Quinto Cornificio (siglos II y I a. C.), retórico

## Escritura
El latín arcaico que ha sobrevivido en las inscripciones está escrito en varias formas del alfabeto etrusco a medida que evolucionó hacia el alfabeto latino. Las convenciones de escritura variaron según el tiempo y el lugar hasta que prevalecieron las convenciones clásicas. Aparte de las inscripciones arcaicas, los textos en el sistema de escritura original se han perdido o se han transcrito por copistas posteriores.

## Ortografía
Algunas diferencias entre el latín arcaico y el clásico eran sólo de ortografía. Se cree que la pronunciación era esencialmente la misma que en el latín clásico:
- Simple para consonantes dobles: MARCELVS para /marcellus/ 'Marcelo'.
- Vocales dobles para vocales largas: AARA para /āra/ 'altar'.
- Q para /c/ antes de u: PEQVNIA para /pecūnia/ 'dinero'.
- C para /g/: CAIVS para /gaius/ 'Cayo'.

Estas diferencias no necesariamente coincidieron entre sí y no eran universales, es decir, < C > se usó tanto para c como para g.